# Conferencia de los Obispos Católicos de Inglaterra y Gales
La Conferencia de los Obispos Católicos de Inglaterra y Gales (CBCEW, por sus siglas en inglés) es la conferencia episcopal de la Iglesia católica en Inglaterra y Gales.
La Conferencia de los Obispos Católicos de Inglaterra y Gales es la asamblea permanente de los obispos y ordinario católicos de los dos países del Reino Unido que la constituyen. El grupo de miembros de la conferencia comprende a los arzobispos, obispos diocesanos y auxiliares de las 22 diócesis de Inglaterra y Gales, el ordinario militar, el eparca apostólico de la Iglesia greco-católica ucraniana en Gran Bretaña, el ordinario del ordinariato personal de Nuestra Señora de Walsingham y el prefecto apostólico de las islas Malvinas.

## Estructura
Presidente
Vincent Nichols, cardenal arzobispo de Westminster
Vicepresidente
Peter Smith, arzobispo de Southwark
Secretario general
Reverendo Christopher Thomas, Diócesis de Nottingham
Miembros
- Obispos diocesanos, auxiliares y eméritos (inactivos) de Inglaterra y Gales.
- Eparca apostólico para los ucranianos.
- Ordinario del ordinariato personal de Nuestra Señora de Walsingham.

### Departamentos
La conferencia se divide en departamentos, cada uno de los cuales se ocupa de materias específicas. Hay siete departamentos, que son:
- Red de Comunicaciones católicas
- Formación y Educación católicas
- Adoración y Vida cristianas
- Ciudadanía y Responsabilidad cristianas
- Diálogo y Unidad
- Evangelización y Catequesis
- Asuntos internacionales

Cada departamento consta de obispos y de miembros de plantilla, estando presidido por un obispo. Otros obispos contribuyen en calidad de personal episcopal, y  hay unos cuantos otros miembros que sirven en calidad de plantilla. Cada departamento además se subdivide en comités; un miembro separado del personal episcopal de cada departamento supervisa los informes y el trabajo de su comité.

### Otras agencias
Entre las demás agencias de la conferencia episcopal se encuentran:
- CAFOD, la agencia de ayuda humanitaria y de cooperación al desarrollo.
- CSAN, la agencia local de acción social - "CSAN (Caritas Social Action Network) es la sección de acción social católica en Inglaterra y Gales".
- Servicio Católico de Educación.